# 茨城県道240号奥野谷知手線

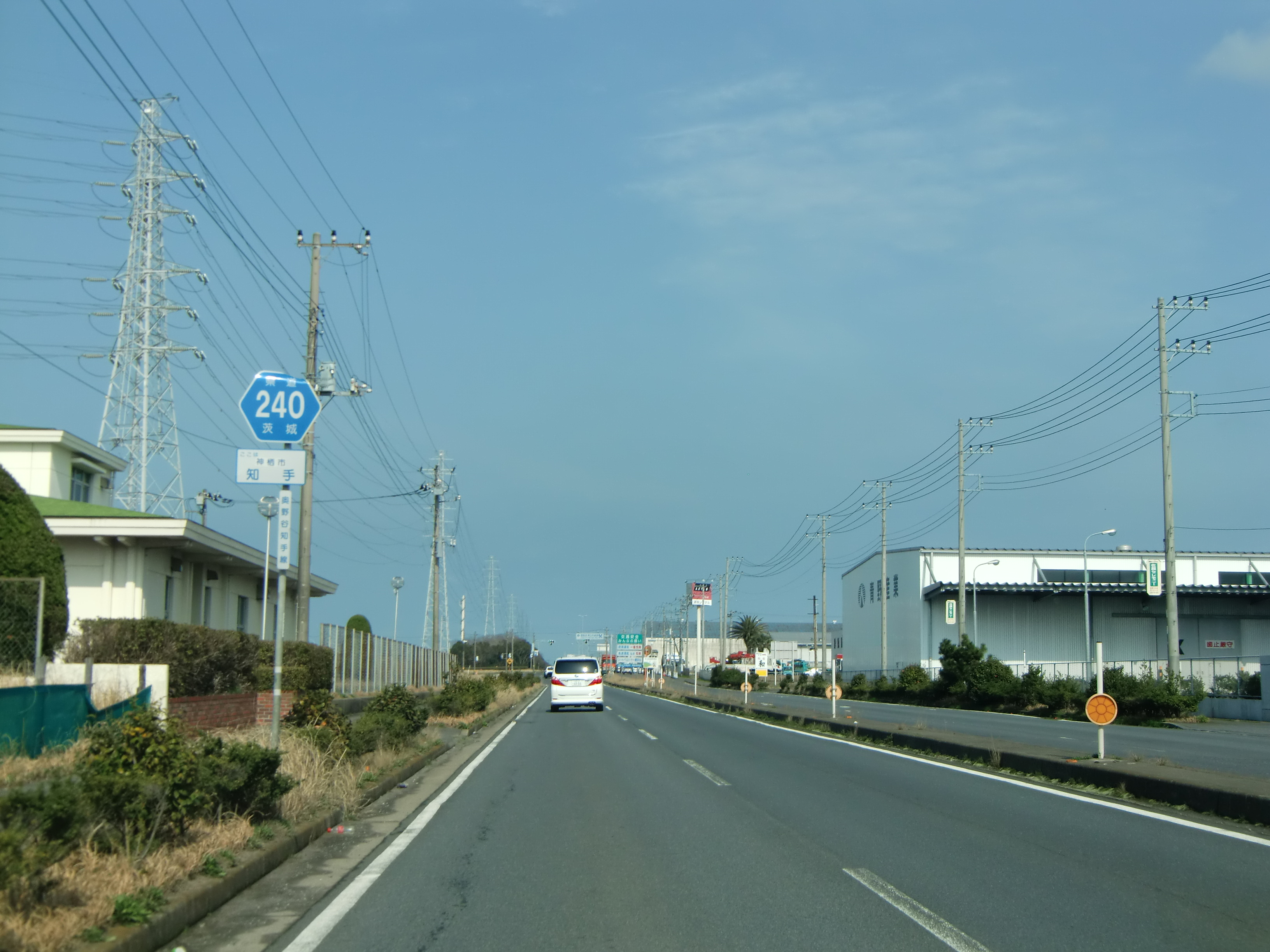
神栖市知手（2012年3月）

茨城県道240号奥野谷知手線（いばらきけんどう240ごう おくのやしってせん）は、茨城県神栖市内の一般県道である。

## 概要
国道124号の知手（しって）交差点から鹿島臨海工業地帯の神之池東部地区方面や南浜地区方面へアクセスする産業道路である。知手交差点から東部コンビナートへ延びる道路は、通称「ベルコン通り」と呼ばれている。

### 路線データ
- 起点：茨城県神栖市東和田39-2番地（茨城県道117号深芝浜波崎線交点＝深芝浜交差点）[1]
- 終点：茨城県神栖市知手3106-4番地（国道124号交点＝知手交差点）[1]
- 総延長：5.257 km[2]
- 重用延長：2.865 km[2]
- 未供用延長：なし[2]
- 実延長：2.392 km[2]
- 自動車交通不能区間延長[注釈 1]：なし[2]

## 歴史
1974年（昭和49年）10月4日、茨城県は鹿島港南航路に隣接する神之池東部地区コンビナート周辺の産業道路を整備するための新規県道路線として、起点を鹿島郡神栖町（現：神栖市）大字奥野谷、終点を神栖町大字知手とする区間が県道奥野谷知手線（整理番号397）として路線認定した。のちの1995年（平成7年）に茨城県道の路線再編が行われた際に、整理番号240に変更されて現在に至る。

### 年表
- 1974年（昭和49年）10月4日：奥野谷知手線（整理番号397）として路線認定される[3]。
- 1979年（昭和54年）3月5日：道路区域（鹿島郡神栖町大字東和田 - 同町大字知手：延長5.2551 km）が決定する[4]。
- 1981年（昭和56年）12月21日：道路新設工事完成により道路区域が変更され（鹿島郡神栖町大字東和田 - 同町大字知手：延長5.22 km）、供用開始される[1]。
- 1995年（平成7年）3月30日：整理番号397から現在の番号（整理番号240）に変更される[5]。
- 1998年（平成10年）11月30日：神栖町大字東和田 - 同町大字知手の全区間を、通行車両の最大重量限度25トンの道路に指定[6]。
- 2004年（平成16年）3月22日：鹿島郡神栖町大字知手 - 同町大字東和田（ベルコン通り）、神栖町大字東和田（県道深芝浜波崎線重用区間）の各区間を、通行する車両の高さの最高限度4.1 mの道路に指定[7]。
- 2019年（令和元年）7月31日：神栖市知手中央2丁目（茨城県道117号交点） - 同市知手（知手交差点）間を、国際コンテナ車[注釈 2]の重量・長さ上限を引き上げる道路に指定[8]。

## 路線状況
鹿島臨海工業地帯の産業道路であることから、交通のほとんどは通勤車両や物流関係の中・大型車が大部分を占める。朝夕の通勤時間帯は交通量が増え渋滞となることが多く、特に例年5月〜6月の東部コンビナートの定期修理工事期間中は、更に工事関係者の交通量も増大し大渋滞となる。全線4車線で最高速度制限は60 km/h規制である。また、神栖市東和田 - 同市知手の全区間は、通行する車両の総重量が最高限度25トン(t)の道路に指定されている。
道路法の規定に基づき、神栖市奥野谷（知手交差点） - 同市知手（一般県道深芝浜波崎線交差）間は、緊急輸送道路として機能を維持するため、災害発生時の被害拡大防止を目的に道路用地内に電柱を建てることが制限されている。

### 通称
- ベルコン通り
鹿島港建設当時、海からの掘り込み航路を建設する工事で浚渫した土砂を運搬するためのコンベヤがこの道路横に設置されていたことから、地元では今もこう呼ばれる。

### 重複区間
- 茨城県道117号深芝浜波崎線（神栖市東和田：約2.8 km）[7]

### 道路施設
- 知手歩道橋（神栖市奥野谷）：茨城県道240号奥野谷知手線と、茨城県道117号深芝浜波崎線との交差点にある、両県道共有の歩道橋。

## 地理
鹿島港の南東に位置し平坦で東西方向に一直線に延びる道路である。沿線に化学プラントの建造物や煙突などの化学コンビナート工場の風景を見ることができる。

### 通過する自治体
- 茨城県
  - 神栖市

### 交差する道路
- 茨城県道241号須田奥野谷線（神栖市東和田 南共発西交差点）

### 沿線
- 鹿島臨海工業地帯
  - 鹿島港（神栖市奥野谷）
  - ADEKA鹿島工場
  - クラレ鹿島事業所
- 鹿島臨海鉄道鹿島臨港線（神栖市東和田）
  - 知手駅、奥野谷浜駅